# Lindbergia brachyptera
Lindbergia brachyptera là một loài Rêu trong họ Leskeaceae. Loài này được (Mitt.) Kindb. mô tả khoa học đầu tiên năm 1897.